# Coupe des clubs champions européens de futsal 1988-1989
Navigation
1987-1988 1989-1990
La Coupe des champions de futsal 1988-1989 est la cinquième édition de la Coupe des clubs champions européens de futsal. Le tournoi a lieu du 20 au 22 décembre 1988 à Debrecen et voit huit clubs s'affronter.
Pour sa première participation, le club yougoslave du MNK Uspinjaca domine la compétition avec cinq victoires en autant de match et un succès en finale (3-0) contre ses compatriotes du MNK Kutina.

## Organisation

### Format et encadrement de la compétition
Pour cette cinquième édition, le format est modifié pour la troisième fois de suite et revient à son modèle de 1987 avec deux phases :
1. Toutes les équipes sont réparties en deux poules jouée en tournoi toutes rondes[1] ;
2. Les deux premiers de chaque groupe s'affrontent ensuite en demi-finale croisée (le premier affronte le deuxième de l'autre groupe) dans un tournoi à élimination directe qui détermine le vainqueur final[1].

La compétition est coordonnée par un délégué de la FIFA, Eric van Deulen,. Les matchs sont arbitrés par cinq officiels des mêmes nationalités des clubs participants, :
- Van der Ham,
- Olsen,
- Molnar,
- Szilagyi et
- Mako.

### Clubs participants
Pour la première fois, le tournoi met aux prises huit équipes, se présentant sur invitation. Sur ces huit participants, trois sont pour la première fois du même pays, celui hôte de la Hongrie, dont deux de la ville d'accueil Debrecen,.
Le champion danois Næstved est la seule équipe à avoir aussi participé à la compétition avec une victoire finale en 1987.
| Groupe | Équipe             | Qualification                | Nombre de participation | Dernière participation | Meilleur résultat |
| ------ | ------------------ | ---------------------------- | ----------------------- | ---------------------- | ----------------- |
| A      | Næstved IF         | Champion du Danemark         | 2e                      | 1987                   | vainqueur (1987)  |
| A      | MNK Uspinjaca      | Champion de Yougoslavie      | 1re                     | -                      | -                 |
| A      | Tatabanyai Banyasz | Champion de Hongrie          | 1re                     | -                      | -                 |
| A      | AFK Debrecen       | Vice-champion de Hongrie     | 1re                     | -                      | -                 |
| B      | Voitzberg          | Champion d'Autriche          | 1re                     | -                      | -                 |
| B      | Ceverbo            | Champion des Pays-Bas        | 1re                     | -                      | -                 |
| B      | MNK Kutina         | Vice-champion de Yougoslavie | 1re                     | -                      | -                 |
| B      | Debreceni MVSC     | 3e du championnat de Hongrie | 1re                     | -                      | -                 |

## Compétition

### Phase finale
|  | Demi-finales      | Demi-finales |               |   | Finale | Finale |
|  | Demi-finales      | Demi-finales |               |   | Finale | Finale |
|  |                   |              |               |   |        |        |
|  |                   |              |               |   |        |        |
|  |                   |              |               |   |        |        |
|  | MNK Uspinjaca     | 3            |               |   |        |        |
|  | MNK Uspinjaca     | 3            |               |   |        |        |
|  | Debreceni MVSC    | 2            |               |   |        |        |
|  | Debreceni MVSC    | 2            | MNK Uspinjaca | 3 |        |        |
|  |                   |              | MNK Uspinjaca | 3 |        |        |
|  |                   | MNK Kutina   | 0             |   |        |        |
|  | Tatabánya Banyasz | MNK Kutina   | 0             | 2 |        |        |
|  | Tatabánya Banyasz |              |               | 2 |        |        |
|  | MNK Kutina        | 4            |               |   |        |        |
|  | MNK Kutina        | 4            |               |   |        |        |

| Entraîneur :                      |
| Zdravko Brkljacic et Boris Durlen |

| Entraîneur :                      |
| Zdravko Brkljacic et Boris Durlen |

## Statistiques

### Classement final
| # | Club              | Tour atteint  | M | V | N | D | Bp | Bc | Diff. |
| - | ----------------- | ------------- | - | - | - | - | -- | -- | ----- |
| 1 | MNK Uspinjaca     | finale        | 5 | 5 | - | - | 24 | 8  | +16   |
| 2 | MNK Kutina        | finale        | 5 | 2 | 2 | 1 | 15 | 13 | +2    |
| 3 | Tatabánya Banyasz | demi-finale   | 4 | 1 | 1 | 2 | 10 | 13 | -3    |
| 3 | Debreceni MVSC    | demi-finale   | 4 | 1 | 2 | 1 | 9  | 9  | 0     |
| 5 | Næstved IF        | 1er tour (3e) | 3 | 1 | - | 2 | 6  | 6  | 0     |
| 5 | Ceverbo           | 1er tour (3e) | 3 | 1 | - | 2 | 8  | 8  | 0     |
| 7 | AFK Debrecen      | 1er tour (4e) | 3 | - | 1 | 2 | 7  | 18 | -11   |
| 7 | Voitzberg         | 1er tour (4e) | 3 | - | 1 | 2 | 8  | 12 | -4    |

### Récompenses individuelles
Pavao Sudy, titré avec le MNK Uspinjaca, est élu meilleur joueur du tournoi,.
Adem Zajmi (MNK Uspinjaca) termine meilleur buteur avec six buts inscrits,.